# ALWEG

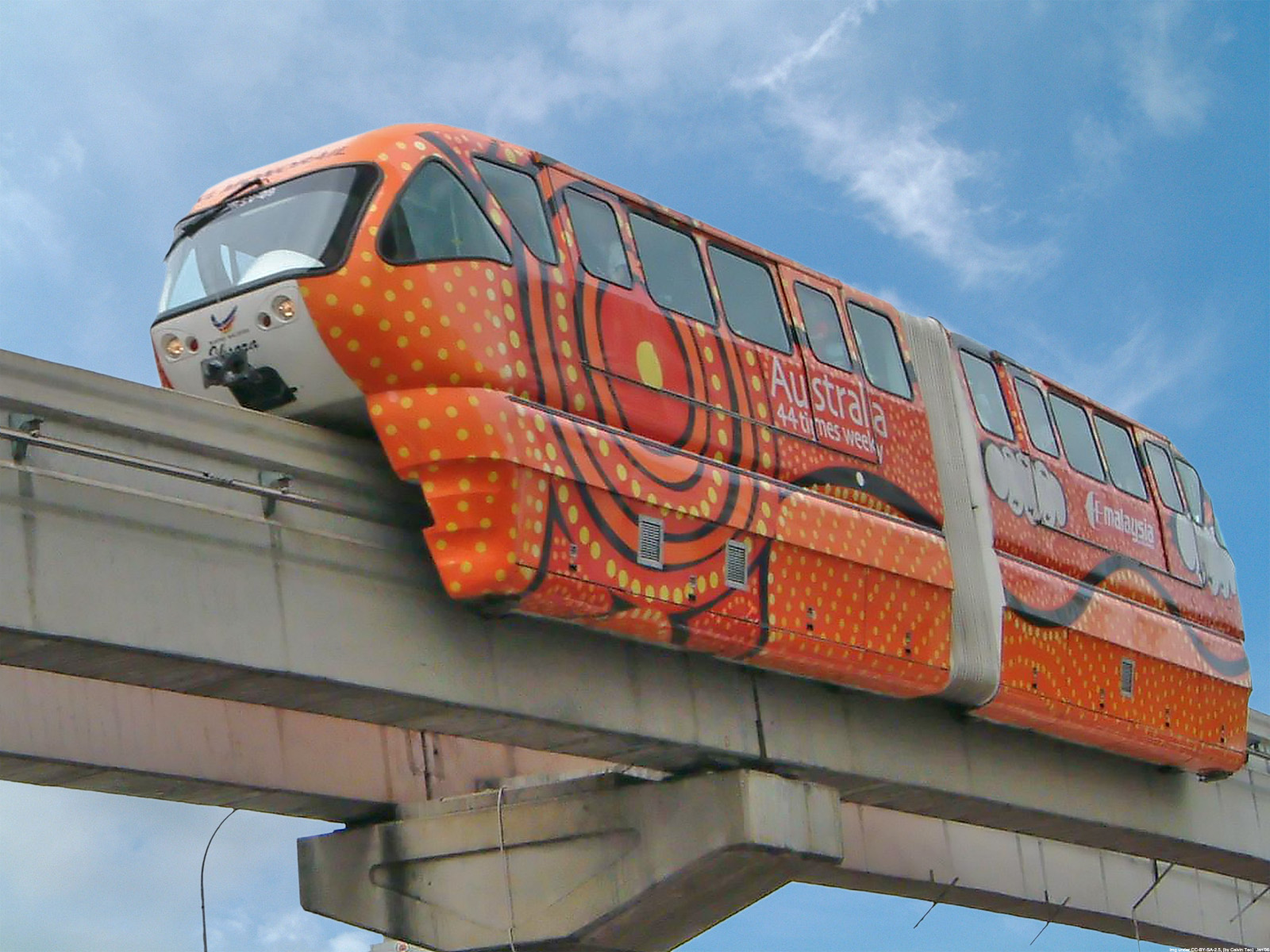
Alwegbahn в Куала-Лумпуре

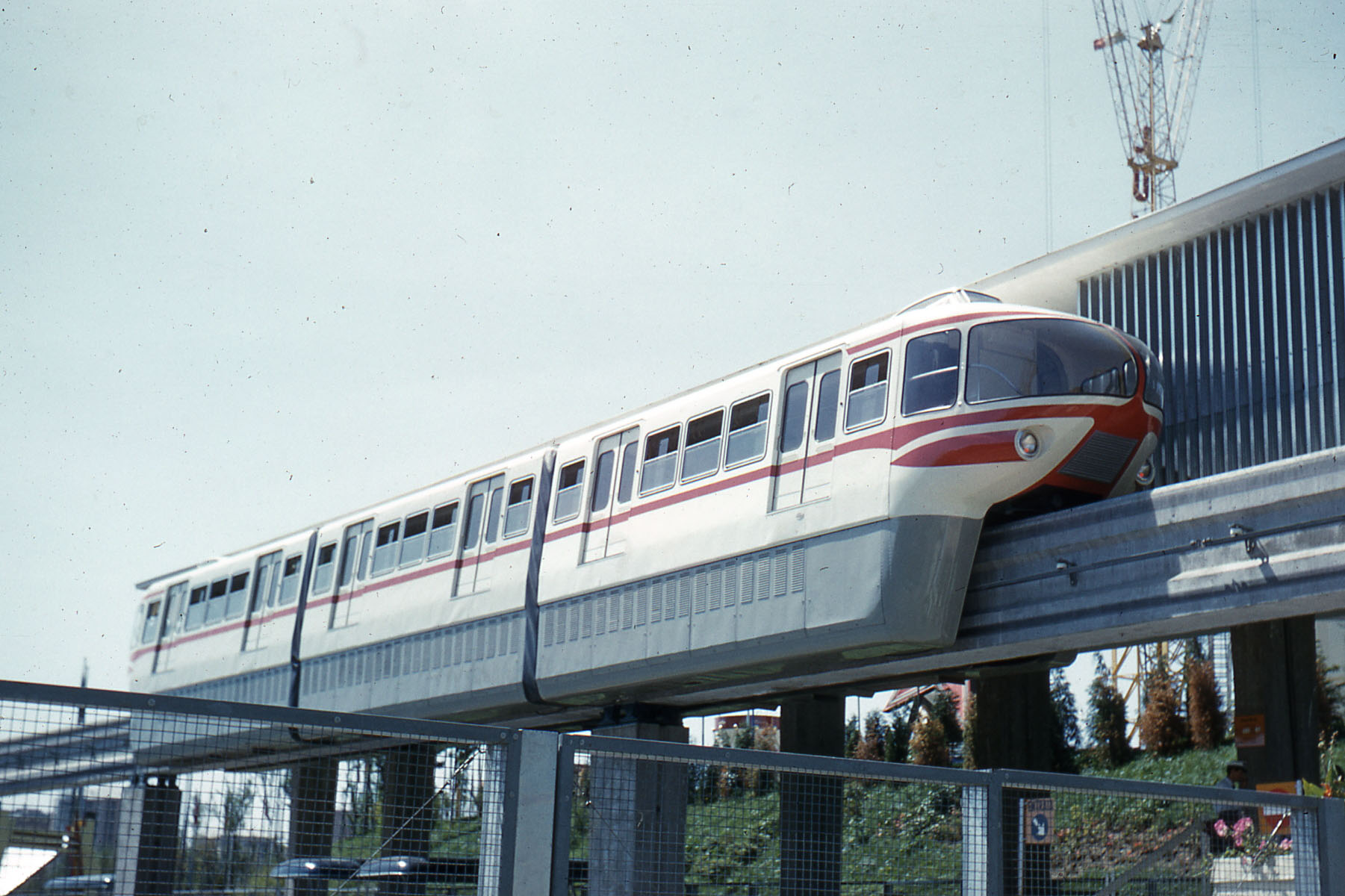
Туринский монорельс

ALWEG — немецкая исследовательская корпорация, которая занималась разработкой монорельсовых транспортных систем. Компания успела спроектировать три монорельсовые дороги. Две продолжают своё существование, а третья была уничтожен пожаром и не подлежала восстановлению. В 1964 году компания обанкротилась и была выкуплена концерном Krupp.

## История
Компания ALWEG была основана шведским промышленным магнатом доктором Акселем Леннартом Веннер-Греном в январе 1953 года как «Alweg-Forschung», GmbH (Исследовательская корпорация Alweg). Головной офис в Пфуллингене, пригороде Кёльна, Германия.
Компания стала результатом деятельности Verkehrsbahn-Studiengesellschaft (Группа по изучению транзитных железных дорог), которая раннее уже представила свои первые проекты и прототипы монорельсовых дорог. Название ALWEG является акронимом имени доктора: Axel Lennart WEnner-Gren.

## Разработка и строительство монорельс
Работники компании в 1960-х годах создали план строительства монорельсовой дороги ALWEG в Высоких Татрах в Словакии.
Компания ALWEG наиболее известна строительством оригинальной монорельсовой системы в Диснейленде, открытой в 1959 году. Второй оказалась монорельсовая система Сиэтл-центра, которая была открыта к выставке «Century 21» в 1962 году. Обе системы продолжают работать, причем в Seattle Center Monorail до сих пор используются оригинальные поезда ALWEG, которые прошли более миллиона миль.
Третья система построена в Турине для выставки «Италия 61». Несколько месяцев после закрытия выставки дорога оставалась нерабочей, вскоре южная часть системы была уничтожена пожаром в конце 1970-х годов. Скорее всего, его устроили вандалы. Её остатки были утилизированы в 1981 году, а северная станция используется и по сей день в качестве офисного здания.

## Последние годы существования
В 1963 году ALWEG выдвинул предложение совету надзирателей округа Лос-Анджелес о создании монорельсовой системы, которая была бы спроектирована, построена, эксплуатировалась и обслуживалась в пределах округа Лос-Анджелес, штат Калифорния, силами ALWEG.
Глава обещал взять на себя все финансовые риски по строительству, а стоимость системы будет окуплена за счёт оплаты билетов пассажирами. Надзорные органы проголосовали против этого предложение, в основном из-за политического давления со стороны Standard Oil of California и General Motors, которые были сильными сторонниками автомобильных перевозок. Этот шаг вызвал сильное недовольство известного писателя Рэя Брэдбери, который поддерживал проект монорельсовой дороги.
Технология ALWEG была лицензирована в 1960 году компанией Hitachi Monorail, которая продолжает строить монорельсы на основе технологий ALWEG по всему миру. Токийский монорельс, который на протяжении десятилетий был самой загруженной монорельсовой линией в мире, был построен в 1964 году подразделением «HitachiAlweg», а «Chongqing Rail Transit», самая загруженная монорельсовая система сегодняшнего дня, также основана на технологии ALWEG и Hitachi.
После того, как у ALWEG возникли финансовые трудности, её немецкие предприятия были поглощены компанией Krupp. К 1964 году компания Krupp свернула все предстоящие проекты ALWEG.

## Галерея

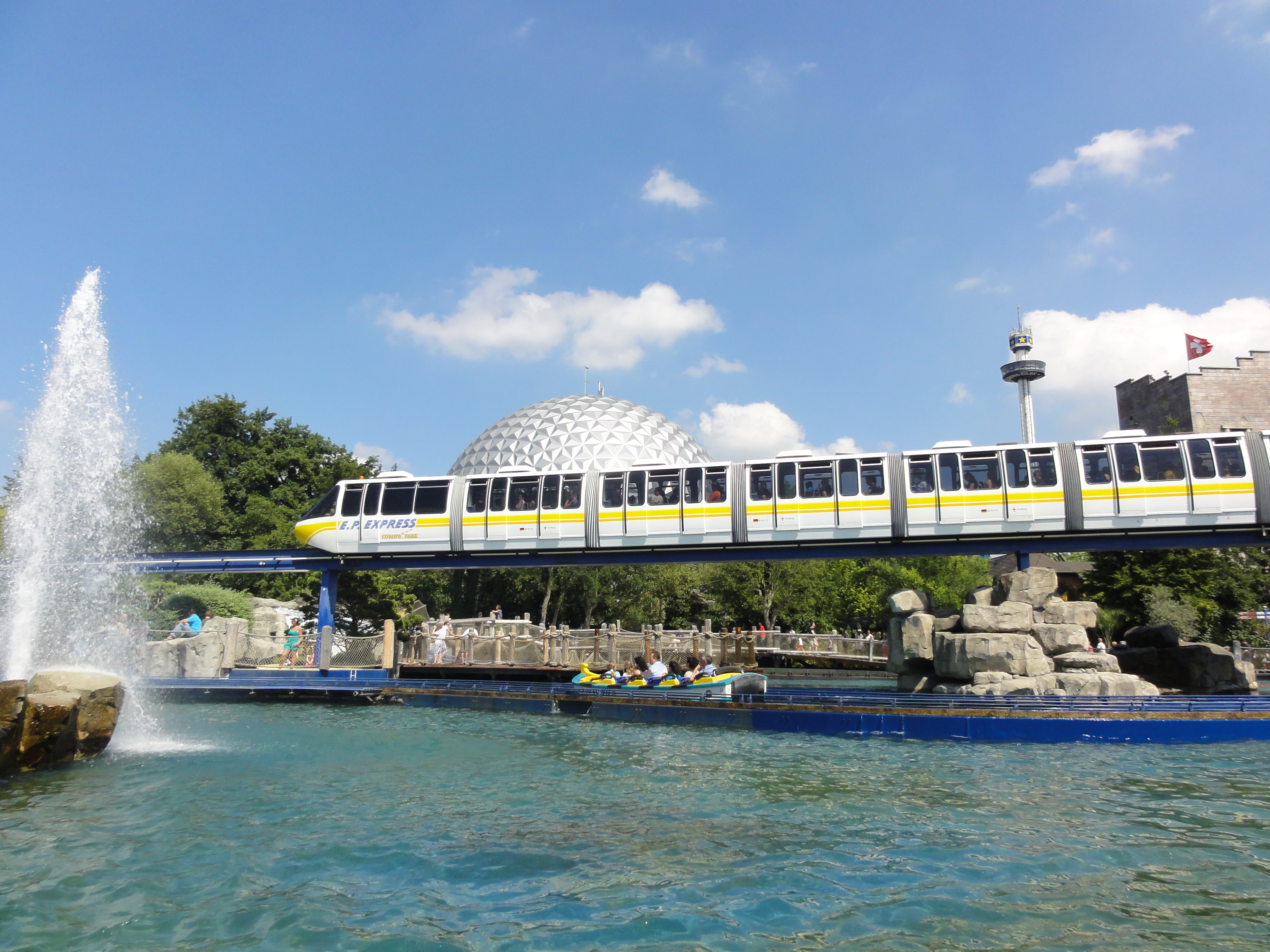
Альвегбан в Европа-парке
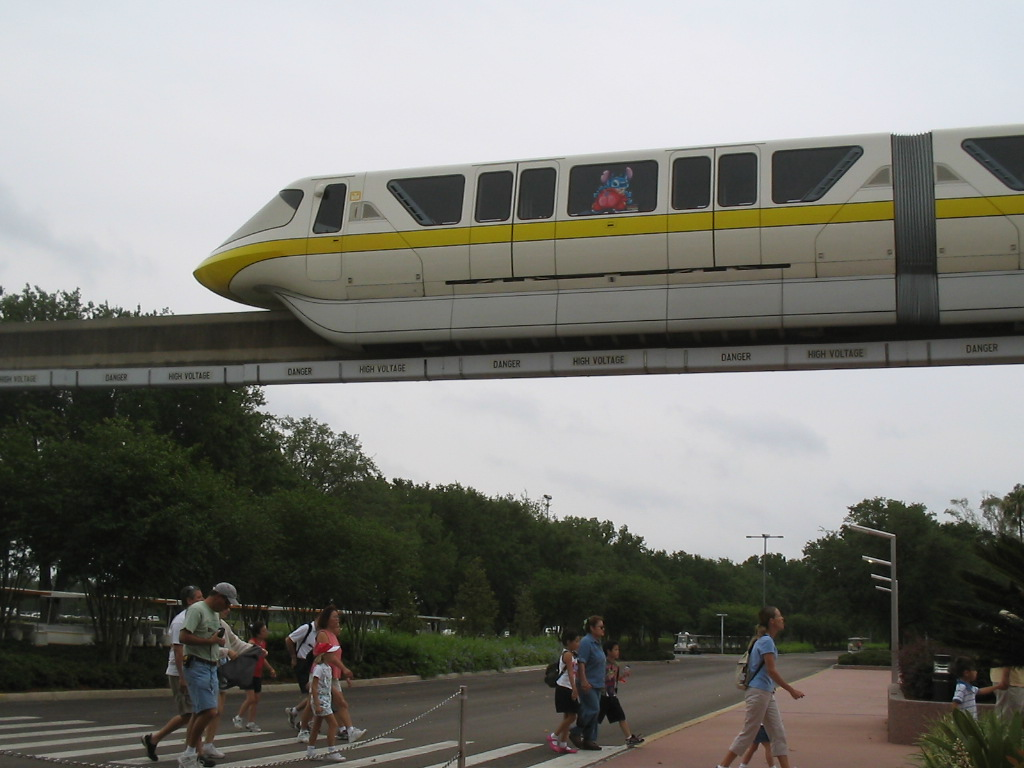
Восходящий альвегбан в Диснейуорлде
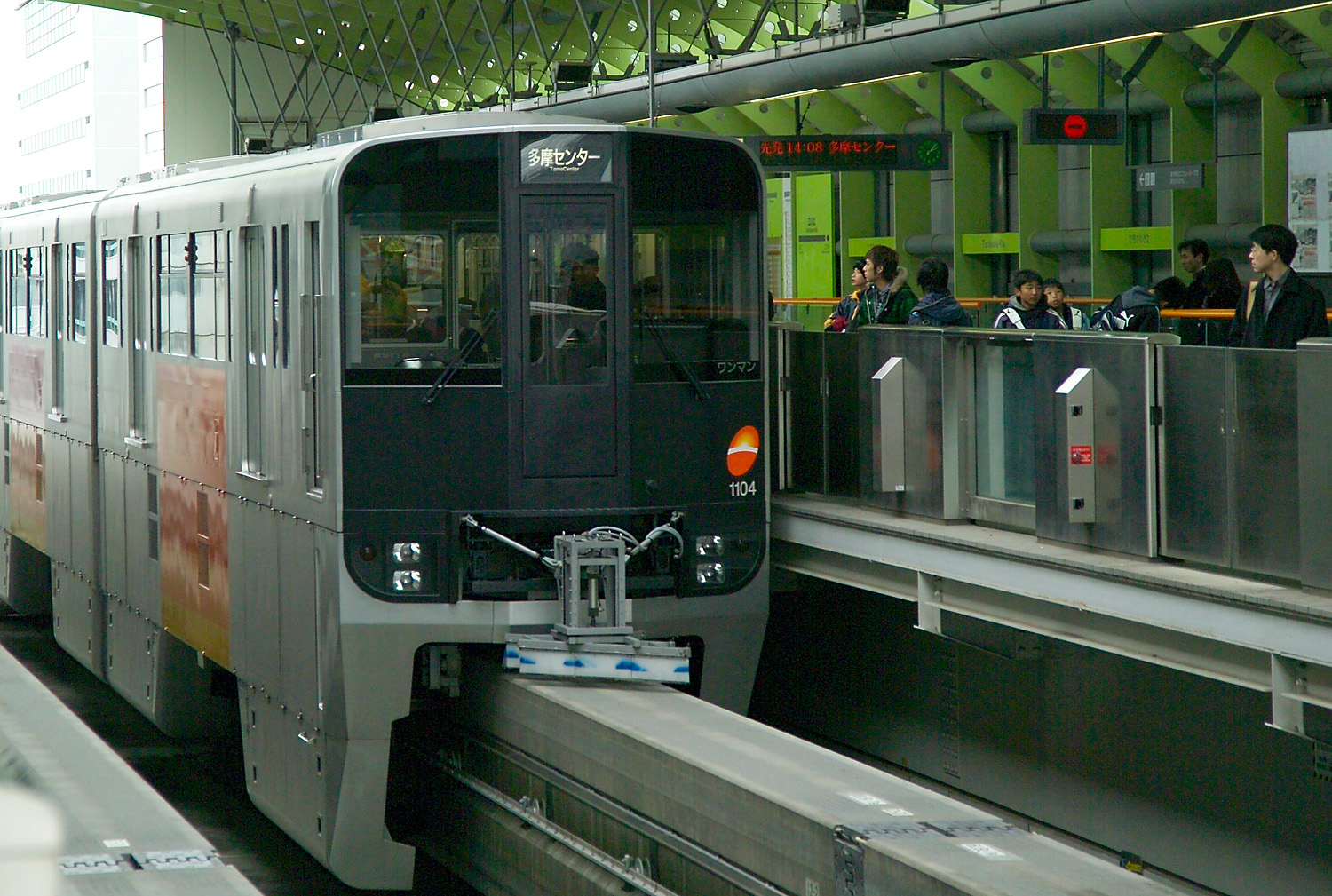
Железнодорожная станция Альвег Тама в Токио
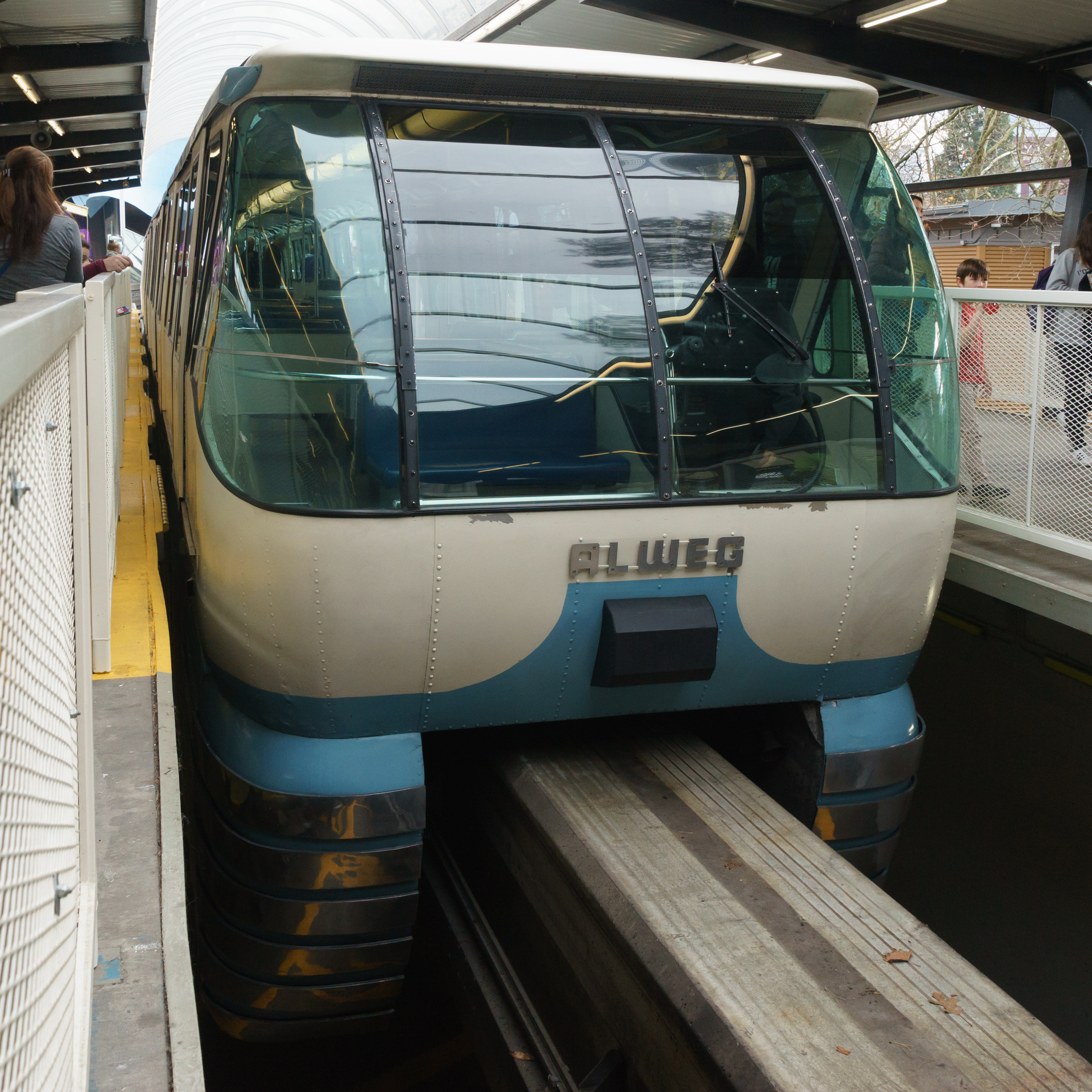
Железная дорога Альвега в Сиэтле